# Compromís per Europa
Compromís per Europa (en castellà: Compromiso por Europa) (CpE) va ser una coalició electoral formada per partits sobiranistes, nacionalistes, ecologistes i ecosocialistes d'esquerra per concórrer a les eleccions al Parlament Europeu de 2019.
L'aliança és successora de la Primavera Europea de 2014 i està formada per la Coalició Compromís (Compromís), Més per Mallorca (MÉS), En Marea, Chunta Aragonesista (CHA), Nova Canàries (NC), Partido Castellano (PCAS), Coalición Caballas, Coalició per Melilla (CpM), Iniciativa del Poble Andalús (IdPA), Izquierda Andalucista (IzA) i Los Verdes de Europa (LVdeE).

## Composició
| Partit | Partit                               | Partit                              | Regió                                        |
| ------ | ------------------------------------ | ----------------------------------- | -------------------------------------------- |
|        | Coalició Compromís (Compromís)       | Coalició Compromís (Compromís)      | País Valencià                                |
|        |                                      | Bloc Nacionalista Valencià (BLOC)   | País Valencià                                |
|        | Iniciativa del Poble Valencià (IdPV) |                                     | País Valencià                                |
|        | VerdsEquo                            |                                     | País Valencià                                |
|        | En Marea                             | En Marea                            | Galícia                                      |
|        | Nova Canàries (NC)                   | Nova Canàries (NC)                  | Illes Canàries                               |
|        | Més per Mallorca (MÉS)               | Més per Mallorca (MÉS)              | Illes Balears                                |
|        | Chunta Aragonesista (CHA)            | Chunta Aragonesista (CHA)           | Aragó                                        |
|        | Partido Castellano (PCAS)            | Partido Castellano (PCAS)           | Castella i Lleó, Castella - la Manxa, Madrid |
|        | Coalición Caballas                   | Coalición Caballas                  | Ceuta                                        |
|        | Coalició per Melilla (CpM)           | Coalició per Melilla (CpM)          | Melilla                                      |
|        | Iniciativa del Poble Andalús (IdPA)  | Iniciativa del Poble Andalús (IdPA) | Andalusia                                    |
|        | Izquierda Andalucista (IzA)          |                                     | Andalusia                                    |
|        | Los Verdes de Europa (LVdeE)         | Los Verdes de Europa (LVdeE)        | Espanya                                      |

### Candidats
Els representants en cap de tots els partits de la coalició es troben entre els dotze primers candidats:
1. Jordi Sebastià (Compromís)
2. Maria Lidia Senra Rodríguez (En Marea)
3. Faneque Javier Hernández Bautista (NC)
4. Isaura Navarro Casillas (Compromís)
5. Alice Weber (MÉS)
6. Ruth Pina Jiménez (CHA)
7. Julio Echazarra San Martín (PCAS)
8. Hanan Abderrahaman Mohamed (Coalición Caballas)
9. Yamil Bumedien Faris (CpM)
10. José Antonio Jiménez Ramos (IdPA)
11. María Pilar Távora Sánchez (IzA)
12. Jesús Hernández Francés (LVdeE)

### Denominació i candidats per comunitat autònoma
La candidatura es va registrar oficialment com Compromís per Europa/Compromiso por Europa (CPE) amb Jordi Sebastià (Compromís) com a cap de llista. Tot i així, la Llei Orgànica de 5/1985 permet una denominació i uns candidats en cap diferents per cada comunitat autònoma.
| Comunitat autònoma | Denominació especial                               | Cap de llista                        |
| ------------------ | -------------------------------------------------- | ------------------------------------ |
| Ceuta              | Coalición Caballas: Compromiso por Europa (CPE)    | Mustafa Mohamed (Coalición Caballas) |
| Galícia            | En Marea: Compromiso por Europa (CPE)              | Maria Lidia Senra (En Marea)         |
| Illes Canàries     | Nueva Canarias: Compromiso por Europa (CPE)        | Faneque Javier (NC)                  |
| Melilla            | Coalición por Melilla: Compromiso por Europa (CPE) | Yamil Bumedien (CpM)                 |

## Resultats electorals

### Parlament Europeu
| Parlament Europeu |         |       |        |     |
| Eleccions         | Vots    | %     | Escons | +/– |
| 2019              | 296.491 | 1,32% | 0 / 54 |     |